# U-286
Unterseeboot 286 foi um submarino alemão do Tipo VIIC, pertencente a Kriegsmarine que atuou durante a Segunda Guerra Mundial.

## Comandantes
| Comandante           | Data                                     |
| -------------------- | ---------------------------------------- |
| Oblt. Willi Dietrich | 5 de junho de 1943 - 29 de abril de 1945 |

## Subordinação
Durante o seu tempo de serviço, esteve subordinado às seguintes flotilhas:
| Período                                           | Flotilha                                  |
| ------------------------------------------------- | ----------------------------------------- |
| 5 de junho de 1943 - 31 de julho de 1944          | 8. Unterseebootsflottille (treinamento)   |
| 1 de agosto de 1944 - 4 de novembro de 1944 1     | 1. Unterseebootsflottille (serviço ativo) |
| 5 de novembro de 1944 - 28 de fevereiro de 1945 1 | 3. Unterseebootsflottille (serviço ativo) |
| 1 de março de 1945 - 29 de abril de 1945 1        | 1. Unterseebootsflottille (serviço ativo) |

## Operações conjuntas de ataque
O U-286 participou das seguinte operações de ataque combinado durante a sua carreira:
- Rudeltaktik Stier (28 de novembro de 1944 - 3 de janeiro de 1945)
- Rudeltaktik Rasmus (6 de fevereiro de 1945 - 13 de fevereiro de 1945)
- Rudeltaktik Faust (16 de abril de 1945 - 29 de abril de 1945)